# Новосёловка (Плотавское сельское поселение)
Новосёловка — село в Прохоровском районе Белгородской области. Входит в состав Плотавского сельского поселения.

## География
Находится в северной части Белгородской области, в лесостепной зоне, в пределах юго-западного склона Среднерусской возвышенности, на расстоянии примерно 8 километров (по прямой) к юго-востоку от Прохоровки, административного центра района. Абсолютная высота — 197 метров над уровнем моря.

## История
Село Новосёловка образовалось в 1770-х годах путем переселения крестьян из сел Плоты, Казачьего и Новоотскочного. Существует ещё одна версия возникновения села: в начале  IX века несколько семей из села Красное заняли земли южнее села  возле леса Должик и образовали новое село Новосёловка. Село стало разрастаться путем поселения в него жителей из Плоты и Правороти.
Перед войной с французами 1812 года в селе появилась церковь, впоследствии чего приход из села Плоты переместился в Новосёловку. Согласно данным переписи в 1811 году в селе размещалось 116 дворов.
По данным 1880 года Новосёловка входила в  Подолешенскую волость Корочанского уезда. В селе было 115 дворов и проживало 1022 жителя, действовали 2 лавки, Дмитриевская деревянная церковь, была своя школа.
С приходом коллективизации и новым административным делением, в 1924 году село стало входить в укрупнённую Шаховскую волость Белгородского уезда. В 1931 году создали  колхоз «Путь Ленина». В 1950 года произошло укрупнение колхозов и объединение в колхоз «Путь Ленина» Плотавского сельского совета Беленихинского района Курской области.
В 1955 году после ещё одного объединение колхоз вошёл в состав  колхоза им. Молотова Плотавского сельского совета Беленихинского района Белгородской области.
В 1935 году построили новую семилетнюю школу. В 1987 году была закрыта школа, которую до этого посещали ученики  из хуторов Львов, Верин, села Правороть.
1958-1980 в селе действовал клуб. В 1961 году открыли магазин. В 1988 году была построена молочно-товарная ферма.

### Климат
Климат характеризуется как умеренно континентальный, с относительно мягкой зимой и тёплым продолжительным летом. Среднегодовая температура воздуха — 5,4 °C. Средняя температура воздуха самого холодного месяца (января) — −9,2 °C; самого тёплого месяца (июля) — 16,4 — 24,3 °C. Безморозный период длится в среднем 155—160 дней. Годовое количество атмосферных осадков — 527—595 мм, из которых большая часть выпадает в тёплый период.

### Часовой пояс
Село Новосёловка как и вся Белгородская область, находится в часовой зоне МСК (московское время). Смещение применяемого времени относительно UTC составляет +3:00.

## Население
| 2002 | 2010 |
| ---- | ---- |
| 105  | ↘47  |

### Половой состав
По данным Всероссийской переписи населения 2010 года в гендерной структуре населения мужчины составляли 46,8 %, женщины — соответственно 53,2 %.

### Национальный состав
Согласно результатам переписи 2002 года, в национальной структуре населения русские составляли 72 %.